# Haplocelis dichona
Haplocelis dichona är en plattmaskart som först beskrevs av Ernst Marcus 1954.  Haplocelis dichona ingår i släktet Haplocelis och familjen Isodiametridae. Inga underarter finns listade i Catalogue of Life.